# Thelypteris amazonica
Thelypteris amazonica är en kärrbräkenväxtart som beskrevs av Salino och R.S.Fern. Thelypteris amazonica ingår i släktet Thelypteris och familjen Thelypteridaceae. Inga underarter finns listade.